# خوزه رامون ده لا فونته
خوزه رامون ده لا فونته (انگلیسی: José Ramón de la Fuente؛ زادهٔ ۲۲ دسامبر ۱۹۷۰) بازیکن فوتبال سابق اهل اسپانیا است.
از باشگاه‌هایی که در آن بازی کرده‌است می‌توان به باشگاه فوتبال ژیرونا، باشگاه فوتبال کوردوبا، باشگاه فوتبال سابادل، باشگاه خیمناستیک تاراگونا، باشگاه فوتبال بارسلونا بی، و باشگاه فوتبال بارسلونا اشاره کرد.